# Friedrich Zickwolff
Friedrich Zickwolff (* 1. August 1889 in Bayreuth; † 17. September 1944) war ein deutscher Offizier, zuletzt Generalleutnant der Wehrmacht im Zweiten Weltkrieg. Im September 1941 war er als Kommandeur der 113. Infanterie-Division am Massaker von Babyn Yar beteiligt. Die Beförderung zum Generalleutnant erfolgte am 1. Oktober 1941. Am 3. Juni 1942 wurde er mit dem Ritterkreuz des Eisernen Kreuzes ausgezeichnet. Zickwolff kommandierte ab Kriegsbeginn zunächst die 227. Infanterie-Division, ab 4. Juni 1941 die 113. Infanterie-Division, ab 10. Mai 1942 dann die 95. Infanterie-Division und ab 28. September 1942 die 343. Infanterie-Division. Seit 18. März 1944 krankheitsbedingt in die Führerreserve des OKH versetzt, verstarb Zickwolff am 17. September 1944.